# Laoponia
Laoponia es un género de arañas araneomorfas de la familia Caponiidae. Se encuentra en Laos y Vietnam.

## Lista de especies
Según The World Spider Catalog 12.0:
- Laoponia pseudosaetosa Liu, Li & Pham, 2010
- Laoponia saetosa Platnick & Jäger, 2008